# Región de Bari
Bari (somalí: Bari; árabe: باري Bārī) es una región administrativa (gobolka) en el norte de Somalia. Limita con las regiones de Sanaag y Sool al oeste, Nugaal al sur, el golfo de Adén al norte, y el océano Índico al este.

## Divisiones administrativas
La Gobolka de Bari tiene 6 distritos:
- ʿAlūla. Capital: ʿAlūla.
- Bandar Beyla. Capital: Bandar Beyla.
- Bōsāso. Capital: Bosaso.
- Ġandala. Capital: Ġandala.
- Ġarḍo
- Iskušuban. Capital: Iskušuban.

- Datos: Q729170
- Multimedia: Bari Region / Q729170